# 第108師団 (日本軍)
第108師団（だいひゃくはちしだん）は、大日本帝国陸軍の師団の一つ。

## 第一次編成
1937年（昭和12年）日中戦争が勃発すると、日本本土から次々と師団が中国大陸に派遣され、同時に従来の常設師団から新たに特設師団が編成された。第108師団は、1937年8月24日、留守第8師団の担当で新設された。第1軍（司令官：香月清司中将）隷下となり、同年10月、華北における作戦に参加。閻錫山軍の拠点であった臨汾を占領した。その後、山西省での治安作戦を担当し、1940年（昭和15年）1月、日本に帰還。同年2月に廃止された。

### 師団概要
- 通称号：なし
- 編成時期：1937年（昭和12年）8月24日
- 廃止：1940年（昭和15年）2月21日
- 編成地：弘前
- 補充担任：第8師管
- 最終位置：弘前

### 歴代師団長
- 下元熊弥 予備役中将：1937年（昭和12年）8月26日 - 1938年6月22日[1]
- 谷口元治郎 中将：1938年（昭和13年）6月22日 - 1940年（昭和15年）2月21日[2]

### 参謀長
- 鈴木敏行 砲兵大佐：1937年（昭和12年）9月7日[3] - 1938年5月19日
- 石原章三[注 1] 輜重兵大佐：1938年（昭和13年）5月19日 - 1938年11月18日[4]
- 矢崎勘十 歩兵大佐：1938年（昭和13年）11月18日[5] - 1940年（昭和15年）2月21日

### 最終所属部隊
- 歩兵第25旅団：旅団長 中野直三少将
  - 歩兵第117連隊（秋田）：杉浦英吉大佐
  - 歩兵第132連隊（山形）：海老名栄一大佐
- 歩兵第104旅団：旅団長 佐伯文郎少将
  - 歩兵第52連隊（弘前）：井上二一大佐
  - 歩兵第105連隊（青森）：小池信太郎大佐
- 騎兵第108大隊（弘前）：後藤甲子郎中佐
- 野砲兵第108連隊（弘前）：酒井銀蔵中佐
- 工兵第108連隊（盛岡）：大内維武中佐
- 輜重兵第108連隊：粕谷留吉中佐

## 第二次編成
1944年（昭和19年）7月、満洲の第9独立守備隊を基幹に再編成され、関東防衛軍の隷下に入り、満洲と中国の境界線付近の警備等を担当した。1945年（昭和20年）7月、第3方面軍の直轄となり、翌月、ソ連軍の侵攻に備えたが、本格的な戦闘となる前に終戦を迎えた。

### 師団概要
- 通称号：祐
- 再編成時期：1944年（昭和19年）7月12日
- 編成地：満洲
- 補充担任：弘前師管・弘前師管区
- 最終位置：南満洲錦州
- 最終上級部隊：第1軍

### 歴代師団長
- 磐井虎二郎 中将：1944年（昭和19年）7月14日 - 終戦[6]

### 参謀長
- 小堀晃 中佐：1944年（昭和19年）7月14日 - 終戦[7]

### 最終司令部構成
- 参謀長：小堀晃大佐
- 参謀：酒井治隆中佐
- 高級副官：河野桂十郎少佐

### 最終所属部隊
- 歩兵第240連隊：中村赳大佐
- 歩兵第241連隊：斎藤義夫大佐
- 歩兵第242連隊：渡辺進大佐
- 騎兵第171連隊：井原清人少佐
- 野砲兵第108連隊
- 第108師団挺進大隊
- 第108師団通信隊
- 第108師団工兵隊：佐々木行矩少佐
- 第108師団輜重隊
- 第108師団衛生隊：赤川梅太郎中佐
- 第108師団防疫給水部